# Saint-Salvadour
Saint-Salvadour is een gemeente in het Franse departement Corrèze (regio Nouvelle-Aquitaine) en telde 294 inwoners in 1999 en 330 in 2014. De plaats maakt deel uit van het arrondissement Tulle.

## Geografie
De oppervlakte van Saint-Salvadour bedraagt 19,5 km², de bevolkingsdichtheid was in 1999 15,1 inwoners per km², in 2014 waren dat er bijna 17.
De onderstaande kaart toont de ligging van Saint-Salvadour met de belangrijkste infrastructuur en aangrenzende gemeenten.

## Demografie
Onderstaande figuur toont het verloop van het inwonertal (bron: INSEE-tellingen).

## Geboren in Saint-Salvadour
- Marie Liguinen (1901-2015), supereeuwelinge